# Lee Jackson
Keith Joseph Anthony Jackson, noto come Lee Jackson (Newcastle upon Tyne, 8 gennaio 1943) è un musicista, cantante e produttore discografico britannico.

## Biografia
Sin dall'infanzia Jackson fu a contatto diretto con la musica poiché il padre era violinista in un'orchestra. Egli stesso da bambino si costruì da solo la prima chitarra, usando una scatola per sigari e corde di nylon. Come molti giovani della sua generazione, scoprì il rock'n'roll ascoltando Elvis Presley e Bill Haley. Vide per la prima volta un basso elettrico nel film musicale The Girl Can't Help It (1956) e volle subito farne il proprio strumento di elezione: ne acquistò perciò uno e imparò a suonarlo da mancino.
Ancora adolescente, tra la fine degli anni cinquanta e i primi sessanta, Jackson iniziò a fare esperienza tra Regno Unito e Germania Ovest suonando in gruppi dei generi musicali più vari, dallo skiffle al jazz al rhythm and blues; fu in questo periodo che cominciò a presentarsi come "Lee Jackson", giocando per sua stessa ammissione col proprio cognome per alludere provocatoriamente a due figure storiche della guerra civile americana: i generali Robert E. Lee e Thomas J. "Stonewall" Jackson, entrambi appartenenti all'Esercito Confederato.
Nel 1965 Jackson sostituì temporaneamente John McVie nei Bluesbreakers di John Mayall e ricoprì analogo ruolo vicario anche nella band di Alexis Korner; le due referenze gli garantirono subito dopo l'ingresso stabile in Gary Farr and the T-Bones, formazione di rhythm and blues nella quale, l'anno seguente, entrò anche Keith Emerson all'organo Hammond.
Dopo che i T-Bones si furono sciolti, Jackson ed Emerson condivisero un appartamento in affitto a Londra e nel maggio del 1967 unirono le forze con il batterista Ian Hague e il chitarrista Davy O'List per accompagnare in concerto la cantante soul statunitense P. P. Arnold: nacque così il gruppo The Nice che tre mesi dopo si sganciò dalla Arnold e – con Brian Davison al posto di Hague – intraprese la carriera discografica autonoma, firmando per la Immediate Records di Andrew Loog Oldham. In The Nice, Jackson militò stabilmente come cantante, bassista e coautore, incise materiale per cinque album e partecipò a varie sessioni radiofoniche per la BBC, fino al loro scioglimento avvenuto nel marzo del 1970.
Immediatamente dopo la fine di The Nice, il bassista cantante fondò i Jackson Heights con cui produsse e pubblicò quattro album in tre anni, nessuno dei quali però riuscì a entrare in classifica; nel 1973 sciolse perciò la band e, assieme al tastierista Patrick Moraz e a Brian Davison, formò il trio Refugee che realizzò un solo album, pochi mesi dopo l'uscita del quale Moraz entrò negli Yes, sancendo di fatto la fine del progetto.
A partire alla seconda metà degli anni settanta, Jackson abbandonò il music business e per circa vent'anni visse a Los Angeles. Rientrato in Europa nel 1994, si stabilì a Northampton e, oltre a formare per un breve periodo i Lee Jackson's Barking Spyders, divenne membro stabile di una band di New Orleans jazz e blues chiamata The Ginger Pig. Tra il 2002 e il 2003 si riunì con Keith Emerson e Brian Davison in The Nice per due tournée, dalla prima delle quali fu tratto un album dal vivo e nel giugno del 2012 partecipò a un tour del Regno Unito con la band della cantautrice australiana Nicki Gillis.

## Discografia
Con The Nice
- 1967 – The Thoughts of Emerlist Davjack
- 1968 – Ars Longa Vita Brevis
- 1969 – Nice
- 1970 – Five Bridges
- 1971 – Elegy
- 1972 – Autumn '67- Spring '68
- 2001 – The Swedish Radio Sessions (registrato: 1967)
- 2002 – BBC Sessions (registrato: 1967-1969)
- 2003 – Vivacitas – Live at Glasgow 2002
- 2006 – Fillmore East 1969 (registrato: 1969)

Con Jackson Heights
- 1970 – King Progress
- 1972 – The Fifth Avenue Bus
- 1972 – Ragamuffins Fool
- 1973 – Bump 'n' Grind

Con Refugee
- 1974 – Refugee
- 2007 – Live in Concert Newcastle City Hall 1974 (registrato: 1974)